# Vorticeros auriculatum
Vorticeros auriculatum är en plattmaskart som först beskrevs av Otto Friedrich Müller 1777.  Vorticeros auriculatum ingår i släktet Vorticeros, och familjen Plagiostomidae. Arten är reproducerande i Sverige.